# Heiko Ueding
Heiko Ueding (* 4. Oktober 1969) ist ein ehemaliger deutscher Fußballspieler.

## Laufbahn
Ueding spielte in der Jugend des VfB Stuttgart, mit der er die Deutsche B-Jugendmeisterschaft 1985/86 gewinnen konnte. Im Endspiel erzielte Ueding dabei zwei Tore. Der damalige Juniorennationalspieler galt als eines der größten deutschen Nachwuchstalente. So besaß er Angebote mehrere Bundesligaklubs, unter anderem von Borussia Mönchengladbach, ein Wechsel kam jedoch nicht zustande. Stattdessen ging Ueding zur SG Wattenscheid 09 in die 2. Bundesliga, wo er sich in zwei Profijahren jedoch nicht durchsetzen konnte. Er wechselte zum 1. FC Schweinfurt 05, wurde dort Stammspieler, stieg jedoch mit in die Bayernliga ab. In den Profifußball kehrte Ueding nochmals in der Saison 1993/94 zurück, stieg aber erneut in den Amateurfußball ab, diesmal mit Rot-Weiss Essen. Dennoch konnte er mit den Essenern das DFB-Pokalfinale 1994 erreichen, in dem sie jedoch Werder Bremen mit 1:3 unterlagen. Insgesamt kam Ueding auf 62 Einsätze in der 2. Bundesliga.
Später spielte Ueding noch für den SC Verl, die SpVg Beckum, Eintracht Nordhorn und Davaria Davensberg.